# Stenaelurillus mirabilis
Stenaelurillus mirabilis là một loài nhện trong họ Salticidae.
Loài này thuộc chi Stenaelurillus. Stenaelurillus mirabilis được Wanda Wesołowska & Anthony Russell-Smith miêu tả năm 2000.